# Aleksandr Aleksandrovic Šachovskoj
Il principe Aleksandr Aleksandrovič Šachovskoj, in russo Александр Александрович Шаховской? (Bezbota, 24 aprile 1777 – Mosca, 22 gennaio 1846), è stato un principe, impresario teatrale e drammaturgo russo.
Dal 1802 al 1826 fu de facto il direttore dei teatri di San Pietroburgo.
Nella sua vita scrisse più di cento opere (commedie, vaudeville, divertissements, opere, ecc.). Secondo A. A. Gozenpud, “il merito di Šachovskoj è stato quello di aver avviato il pubblico russo al tema della commedia teatrale.

## Biografia

### La famiglia e i primi anni
I principi Šachovskoj erano una famiglia di antico lignaggio russo.
Suo padre era il principe Aleksandr Ivanovič, ciambellano del re polacco Stanislao August, e sua madre era Anastasia Fedorovna Passek. Per ragioni a noi sconosciute, suo padre lasciò la carriera di corte e visse la sua vita da proprietario terriero di provincia, isolato dal resto dell'aristocrazia russa. La madre era la nipote di Peter Bogdanovich Passek. Aleksandr fu molto legato invece, come testimoniato dallo stesso, alla figura di sua madre che piantò in lui quel "fuoco creativo" che lo contraddistinse nella sua carriera.
Aleksandr venne al mondo nella tenuta del padre presso il villaggio di Bezbota (distretto di Yelnitsky, provincia di Smolensk), dove il giovane trascorse la sua infanzia di cui ad ogni modo si hanno pochissime informazioni. Intorno al 1784, Šachovskoj giunse a Mosca per la prima volta, rimanendovi per otto anni consecutivi. Nel 1786, Šachovskoj venne arruolato come sergente nella guardia del reggimento Preobrazhensky e, dopo essersi diplomato all'accademia militare, all'età di 16 anni, venne inviato a San Pietroburgo.
L'inclinazione di Šachovskoj per la poesia si manifestò sin dalla sua prima giovinezza e portò con sé questa dote anche nella capitale russa dove entrò in contatto col poeta Nikolai Fedorovič Emin che lo ebbe particolarmente in stima.
Nel suo reggimento Šachovskoj fece amicizia anche coi poeti S. Marin, F. Tolstoy e altri e visse in famiglia col coreografo e traduttore I. I. Walberkh, incontrando anche i drammaturghi A. Ya. Knyazhnin e I. Dmitrevsky. Incoraggiato dai suoi nuovi amici, debuttò nel 1795 con la commedia "Lo scherzo di una donna" che però non ci è giunta.
Da quel momento, Šachovskoj divenne ospite fisso di diversi salotti aristocratici e collezionò qualche successo, mettendosi in contatto con l'impresario teatrale A. L. Naryshkin che lo introdusse nel mondo del grande teatro della capitale russa. Nel 1802, dunque, col grado di capitano, Šachovskoj decise di licenziarsi dall'esercito per dedicarsi interamente al teatro.

### La carriera teatrale

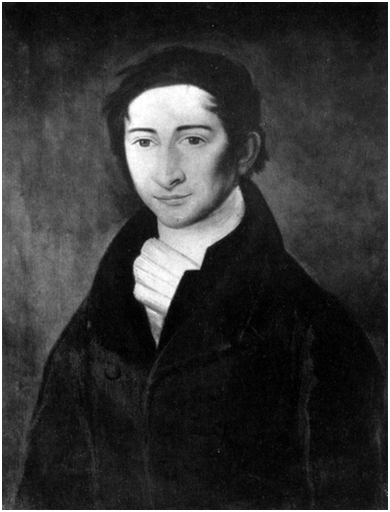
Ritratto di Aleksandr Aleksandrovic Šachovskoj agli inizi dell'Ottocento

Nel 1802, Šachovskoj venne inviato in Francia per ingaggiare attori della compagnia francese. Trascorse più di un anno a Parigi, del quale ad ogni modo ci sono giunte pochissime informazioni.
Dopo essere tornato da Parigi nel 1803, Šachovskoj iniziò a impegnarsi per rinnovare il repertorio teatrale della Russia, recitando parallelamente in alcune opere teatrali, dedicandosi nel contempo sia ai drammi che alla poesia. La commedia "Insidioso" da lui prodotta non ebbe però il successo sperato nel 1804.
Nel 1805, "Novi Stern" fu invece il primo vero grande successo che consacrò Šachovskoj nella scena teatrale russa. L'opera teatrale, che in seguito venne percepita come un attacco indiretto ai Karamzinisti, era in realtà diretta contro la tendenza sentimentale in generale. La controversia causata da "Novi Stern" si rivelò solo essere il preludio di una feroce faida che si scatenò contro il drammaturgo.
Dopo il 1805, Šachovskoj si cimentò in diversi generi, dalla commedia, alla tragedia, al vaudeville, all'opera sino alla satira, dimostrando una notevole versatile che come teorico del teatro e insegnante. Nel 1808, Šachovskoj mise in scena la sua migliore commedia in prosa "Le avventure di mezzo-Barian, o il Teatro di Casa". Questa commedia rimase in scena per molto tempo e molti altri drammaturghi la imitarono. L'avvicinarsi della guerra con Napoleone innescò del resto l'emergere di commedie piene di allusioni politiche. Šachovskoj diede vita in questo periodo al vaudeville "Il cosacco poeta", che ebbe un enorme successo al punto da rimanere in scena sino al 1830.
Nel periodo compreso tra il 1811 ed il 1815, Šachovskoj prese parte attiva alle attività di "I colloqui degli amanti della parola russa". A quel tempo, Šachovskoj scrisse una commedia poetica dal titolo "Le acque del Lipetsk" nella quale espresse una tipologia di critica in forma di satira che attaccò direttamente alcune persone, motivo per cui si attirò le ire di diversi personaggi di spicco, tra cui il poeta russo Pushkin il quale, come molti altri, si vendicò con epigrammi e satire. Scrisse nel contempo altre due opere teatrali: "La sua famiglia o la sposa sposata" e "Pustodomia".
Tra i talenti comunque che si appoggiarono a Šachovskoj recitando nelle sue opere o che da lui nel contempo appresero l'arte teatrale vi furono gli attori Ekaterina Semёnovna Semёnova, sua sorella Ninfadora Semёnovna Semёnova, Vasily Andreevic Karatygin, Alexandra Mikhailovna Kolosova, Ivan Ivanovic Sosnitsky, Yakov Grigorievich Bryanskiy, Maria Valberkhova, Nikolai Osipovich Dyur, Lyubov Osipovna Dyurova, Alexandra Egorovna Asenkova e Maria Apollonovna Azarevicheva.
Nel 1818 Šachovskoj lasciò il suo incarico e nel 1821 tornò alla direzione dei teatri imperiali. Durante questo periodo, riuscì a scrivere due significative opere poetiche "Se non ti piace, non ascoltare, ma non preoccuparti di mentire" (1818) e "Cacatua" (1820). Nella prima commedia, Šachovskoj usa per la prima volta il giambo per il discorso colloquiale diretto.

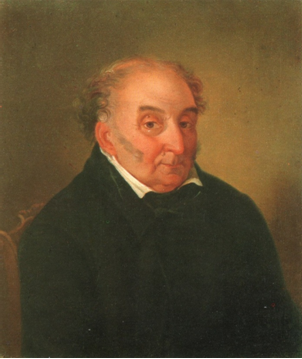
Ritratto del principe Šachovskoj nel 1820

Nel 1820, Šachovskoj si avvicinò a Vasilij Andreevič Žukovskij nell'intento di cercare nuove forme e temi per le sue opere. Il trionfo del romanticismo nella letteratura russa lo spinse a ricerche simili anche in ambito teatrale, guardando con favore al panorama inglese di Walter Scott ("Ivanhoe" o "Il ritorno di Riccardo Cuor di Leone" in particolare) oppure a tutto il repertorio di Shakespeare ("La tempesta" e "Il naufragio").
Nel 1825, Šachovskoj scrisse l'opera teatrale "Aristofane" che manifestò in tutto e per tutto le sue qualità poetiche e che consacrò l'opera come un vero successo presso il pubblico. Dopo la rivolta del 14 dicembre, agli occhi dello zar Nicola I di Russia, Šachovskoj rimase compromesso per i suoi legami con gli scrittori decabristi della sua epoca. Durante la riorganizzazione della gestione dei teatri imperiali, Šachovskoj venne licenziato e non ricoprì nessun altro posto amministrativo.
Tuttavia, questo non fermò l'attività letteraria di Šachovskoj, il quale continuò a scrivere commedie divario genere. Alla fine degli anni '20 dell'Ottocento e nei primi anni '30, Šachovskoj si avvicinò a scrittori del calibro di Sergej Timofeevič Aksakov, Mikhail Nikolayevich Zagoskin, Semyon Raich, Michail Petrovič Pogodin, Stepan Petrovič Ševyrëv e Nikolai Nadezhdin. Šachovskoj prese parte alle polemiche sul Moscow Telegraph, attaccando le opere di Bulgarin e Grech. In questo periodo compose le commedie "La novella mascherata" (1829), "il Kalamburiste ed il giornalista" (1832).
Morì nel 1846.